# Bandaga-Mossi
Ne doit pas être confondu avec Bandaga-Peulh ou Bandaga-Naba-Peulh.
Bandaga-Mossi est une localité située dans le département de Kaya de la province du Sanmatenga dans la région Centre-Nord au Burkina Faso.

## Géographie
Bandaga-Mossi est situé à 6 km au nord-est de Basnéré, à environ 30 km au nord-ouest du centre de Kaya, la principale ville de la région. Le village est à 5 km au nord-est de la route nationale 15 reliant à Kaya à Kongoussi.

## Éducation et santé
Le centre de soins le plus proche de Bandaga-Mossi est le centre de santé et de promotion sociale (CSPS) de Basnéré tandis que le centre hospitalier régional (CHR) se trouve à Kaya.